# 827

## Събития
- 827 – успешен поход на хан Омуртаг срещу отцепилите се славяни в Панония

## Родени
- 827 – Св. Константин Кирил Философ в гр. Солун